# Алексий (Леондаритис)
Митрополи́т Алекси́й (греч. Μητροπολίτης Αλέξιος; в миру Панайо́тис Леонтари́тис, греч. Παναγιώτης Λεονταρίτης; род. 10 июня 1964, Афины) — епископ Элладской православной церкви, титулярный митрополит Диавлийский.

## Биография
Получил ученую степень философском факультете Афинского университета и затем на богословском факультете Университета Аристотеля в Салониках.
В 1985—1987 годах проходил службу в рядах греческой армии в офицерском чине.
13 декабря 1987 году рукоположён в сан диакона митрополитом Триккским и Стагонским Алексием. В то же время служил секретарём Триккской митрополии.
2 декабря 1990 года рукоположён в сан пресвитера тем же преосвященным и назначен протосингелом Триккской митрополии. Также преподавал литературу.
В 1995—1996 годах принимал участие в аспирантских семинарах по богословию при Православном центре Константинопольского Патриархата в Шамбези, Женева.
В 1999 году был переведён в клир Александрийской Православной Церкви и 23 ноября того же года был избран епископом Нитрийским с назначением патриаршим эпитропом в Каире.
29 ноября того же года в патриаршем соборе святого Саввы Освященного в Александрии Патриарх Пётр VII возглавил его хиротонию.
Епископ Алексий принимал участие в патриарших представительствах и сопровождал патриарха во многих официальных поездках.
27 октября 2004 года решением Священного Синода был единогласно избран митрополитом Карфагенским, ипертимом и экзархом Северной Африки с юрисдикцией над Тунисом, Марокко и Алжиром. 28 ноября того же года он был настолован Патриархом Феодором в Тунисе.
23 ноября 2005 года в Киеве принял участие в праздновании 70-летнего юбилея митрополита Киевского и всея Украины Владимира (Сабодана).
В мае 2014 года сопровождал Патриарха Александрийского Феодора II во время его поездки на Афон для участия в праздновании 300-летия со дня смерти святителя Герасима Паллады, Патриарха Александрийского.
5 сентября 2016 года принят в клир Элладской Православной Церкви и назначен преподавателем Ризарийской церковной школы. 10 октября 2016 назначен титулярным митрополитом Диавлийским. Как митрополиту Диафлейскому ему были поручены две церкви Ризарийской богословской школы в Афинах.
Владеет греческим, английским, французским и итальянским языками.
С 2023 года пребывает в доме престарелых, после перенесённого в 2019 году инсульта.